# Кобрин, Юрий Леонидович
Ю́рий Леони́дович Ко́брин (род. 21 мая 1943, Черногорск, РСФСР, СССР) — русский поэт, переводчик литовской поэзии на русский язык, автор 11 стихотворных сборников и 14 книг переводов литовских поэтов, выходивших в вильнюсских и московских издательствах, вице-президент Международной федерации русскоязычных писателей (Лондон — Будапешт), академик Европейской академии естественных наук (Ганновер), Заслуженный деятель искусств Российской Федерации (2005).

## Биография
Родился в семье офицера Советской Армии в Красноярском крае. С 1959 года работал на ТЭЦ «Сахалинэлектро». Окончил школу рабочей молодёжи в Южно-Сахалинске. Работал слесарем на заводе «Пяргале» (Каунас) и заводе «Эльфа» (Вильнюс). Учился в Вильнюсском государственном педагогическом институте; окончил по специальности «русский язык и литература» в 1974 году. Окончил Высшие литературные курсы. С 1962 года состоял членом КПСС.
Работал журналистом в республиканской периодической печати Литовской ССР (в 1964 году в редакции ежедневной газеты «Советская Литва», в 1971—1973 годах в редакции газеты «Вечерние новости»). С 1973 года несколько лет был ответственным сотрудником Госкомиздата Литвы. Был членом редколлегии и заведующим отделом прозы и поэзии журнала «Литва литературная» (позднее журнал «Вильнюс»), собственным корреспондентом по Литве «Общей газеты», главным редактором еженедельника «Партнёр».
Живёт в Вильнюсе.

## Творчество
Первые публикации Юрия Кобрина относятся к апрелю 1961 года. Рекомендацию для вступления в Союз писателей СССР в 1968 году дал поэт Арсений Тарковский.
Стихи публиковались в журналах «Литва литературная» (с 1989 года «Вильнюс»), «Новый мир» (2003, № 10; 2009, № 11), «Дружба народов» (2004, № 7) и других периодических изданиях. Автор мемуарных очерков (в частности, «Уроки Тарковского»)

## Переводы
В переводах Юрия Кобрина печатались стихи литовских поэтов Юдиты Вайчюнайте, Владаса Грибаса, Юстинаса Марцинкявичюса, Юозаса Мацявичюса, Йонаса Мачюкявичюса, Эдуардаса Межелайтиса, Оны Мицюте, Юозаса Някрошюса, Пранаса Ращюса, Стасе Самулявичене, Эдуардаса Селенёниса, Витаутаса Скрипки, Рамуте Скучайте, Вайдотаса Спудаса и других. Переводы Кобрина публиковались в периодике, в книгах литовских поэтов на русском языке, включались в «Антологию литовской советской поэзии» (Вильнюс, 1980). Стихотворения и поэмы Э. Межелайтиса, Ю. Мацявичюса, Ю. Марцинкявичюса, Р. Скучайте, П. Ращюса, Ю. Някрошюса в переводах Кобрина собраны в авторскую антологию современной литовской поэзии «Я вас переводил…» (Вильнюс, 2002).
На литовский язык стихотворения Кобрина переводили Альбинас Бярнотас, Альфонсас Буконтас, Антанас Дрилинга, Сигитас Гяда, Антанас А. Йонинас, Робертас Кятуракис, Юозас Мацявичюс, Юозас Марцинкявичюс, Альгимантас Микута, Виолета Пальчинскайте, Рамуте Скучайте, Йонас Стрелкунас, Владас Шимкус.

## Награды и звания
- Рыцарский крест ордена Великого князя Литовского Гядиминаса (3 февраля 2003 года) — по случаю Дня восстановления Литовского государства 16 февраля[5].
- Орден Дружбы (28 февраля 2008 года, Россия) — за большой вклад в развитие и укрепление российско-литовских культурных связей[6].
- Медаль Пушкина  (8 июня 2016 года, Россия) — за заслуги в области культуры, сохранении и популяризации русского языка за рубежом[7].
- Заслуженный деятель искусств Российской Федерации (1 декабря 2005 года) — за большой вклад в сохранение и развитие русской культуры и искусства в Литовской Республике[8].
- вице-президент Международной федерации русскоязычных писателей (Лондон — Будапешт).
- академик Европейской академии естественных наук (Ганновер).

## Книги
- Очереди за небом: Стихи. — Вильнюс: Вага, 1966.
- Выздоровление: Стихи. — Вильнюс: Вага, 1971.
- Час сердца: Стихи. — Вильнюс, 1979. — 94 с.
- В споре вечном: Стихи. — Вильнюс: Vaga, 1982. — 134 с.
- Gėlės ant akmens: Eilėraščiai. — Vilnius: Vaga, 1987. — 126 с.
- Дневник любви: Стихи. — М.: Советский писатель, 1987. — 111 с.
- Мостовые: Стихи. — Вильнюс: Vaga, 1990.
- Вильнюсский синдром. — Вильнюс: Viltis, 1991.
- Вильнюсский акцент. Избранное. — Вильнюс: Vaga, 1996. — 320 с. — 1000 экз. — ISBN 5-415-00474-2.
- Возмущенная сирень: Стихи и эссе. — Вильнюс, 2001.
- Я вас переводил… — Вильнюс: Alka, 2002. — 880 с. — ISBN 9955-540-01-X.
- Высокое давление: Стихотворения. Эссе. Переводы. — Вильнюс, 2006.